# Antimonsäure

Hypothetische ortho-Antimonsäure

Von der hypothetischen ortho-Antimonsäure H3SbO4 ist nur eine durch zusätzliche Anlagerung von zwei Wassermolekülen stabilisierte Hexahydroxidoantimon(V)-säure in verdünnter wässriger Lösung mit der Summenformel H[Sb(OH)6] bekannt. Die schwache einwertige Säure bildet isolierbare und beständige Salze, die Hexahydroxidoantimonate(V). Das bekannteste ist das wasserlösliche Kaliumhexahydroxidoantimonat(V) zum Nachweis von Natrium durch Bildung des unlöslichen Natriumhexahydroxidoantimonats. Die an Wasser ärmeren ortho-, meta- und pyro-Antimonsäuren lassen sich nicht herstellen, da bei Entwässerung der wasserreichen Antimonsäurelösung sich unlösliches Antimonpentaoxid abscheidet. Salze der wasserärmeren Antimonsäuren lassen sich durch trockene Verfahren isolieren.
Antimonsäure bildet sich durch Auflösen des schwerlöslichen Antimonpentaoxids Sb2O5 in Wasser.
Sie kann durch stärkere Reduktionsmittel zu Antimontrioxid (Sb2O3) reduziert werden.